# Papieska Akademia Teologiczna
Papieska Akademia Teologiczna (łac. Pontificia Academia Theologica, wł. Pontificia Accademia di Teologia) – jedna z Akademii Papieskich w Kurii Rzymskiej w Watykanie.

## Historia
Papieska Akademia Teologiczna została założona w Rzymie  przez Klemensa XI w 1718 roku. Była wspierana przez Benedykta XIII i Klemensa XIV. Dzięki Grzegorzowi XVI, 26. października 1838 uczelnia uzyskała homologację. Papież Jan Paweł II w dniu 28 stycznia 1999 roku odnowił statut uczelni.

## Misja
Misją Akademii jest promowanie dialogu między wiarą i rozumem, a także pogłębienie chrześcijańskiej doktryny, zgodnie z instrukcjami Ojca Świętego, w których stwierdzono bieżące zadania teologii, do przedstawienia orędzia chrześcijańskiego w sposób odpowiadający potrzebom naszych czasów. W odkrywaniu Objawienia, studenci powinni pamiętać, że ich zadaniem "jest zapewnienie zrozumienia Objawienia i treści wiary", które są wyrażone w czasie i kulturze. Wieczna ważność samych formuł dogmatycznych, przetwarzanych w różnych czasach i kulturach, wymaga stosowanie hermeneutyki otwartej do metafizyki instancji. Z tego powodu Akademia jest zobowiązana zgłębiać naukę antropologii filozoficznej i metafizykę dobra, w owocnym dialogu między teologią i różnymi aspektami filozofii.
Odnawiając swoje zaufanie do Papieskiej Akademii Teologicznej, Jan Paweł II chciał, aby wyrażano jego zamiłowanie do prawdy i jego osobiste zaangażowanie w badaniu prawdy. 

## Przewodniczący
- Marcello Bordoni (1999-2009)
- Manlio Sodi SDB (2009-2014)
- Réal Tremblay CSsR (2014-2019 )
- Ignazio Sanna (2019-2022)
- Antonio Staglianò (od 2022)

## Członkowie

### Rada Naukowa
Manlio Sodi SDB,
François-Marie Léthel OCD
bp Enrico dal Covolo,
Riccardo Ferri,
Giulio Maspero,
Paul O'Callaghan,
Réal Tremblay CSsR,

### Członkowie honorowi
kard. Angelo Amato SDB,
kard. Walter Brandmüller,
bp Enrico dal Covolo SDB,
abp Joseph Augustine Di Noia OP,
abp Salvatore Fisichella,
abp Bruno Forte,
kard. Prosper Grech OSA,
kard. Zenon Grocholewski,
abp Savio Hon Tai-Fai SDB,
kard. Estanislao Esteban Karlic,
kard. Óscar Andrés Rodríguez Maradiaga,
abp Charles Morerod,
kard. Marc Ouellet,
kard. Gianfranco Ravasi,
abp Anthony Scrabbling,
bp Ignazio Sanna,
bp Domenico Sorrentino,
bp Yannis Spiteris OFM,
kard. Jozef Tomko.

## Periodyki
- PATH – Periodicum Internationale editum a Pontificia Academia Theologiae[3]
- Collana Itineraria[4]